# Panathinaikos Water Polo Club
Il Panathinaikos WPC è la sezione pallanotistica della società polisportiva Panathinaikos AO, aperta nel 1933, 15 anni dopo la fondazione del club. Nonostante sia una delle più antiche squadre di pallanuoto greche, non ha mai ottenuto alcun successo né in patria né in ambito internazionale. Il miglior risultato in campionato raggiunto dalla squadra maschile è il 3º posto, ottenuto in diverse occasioni. La sezione femminile ha vissuto invece pochi anni: aperta nel 1987, in occasione del primo campionato di pallanuoto greco per squadre femminili organizzato quell'anno, la squadra retrocede in A2 (la seconda divisione) a metà anni novanta, e il club ne decreta il ritiro.
A livello europeo si segnala la prima partecipazione del Panathinaikos alla LEN Champions League, il massimo torneo continentale per squadre maschili, nella stagione 2011-12.

## Storia
A seguito dell'apertura della sezione pallanotistica, il club dovette presto chiuderla a causa dell'assenza di una piscina. Solo nel 1950 vennero inaugurati i lavori di costruzione dell'impianto che avrebbe dovuto ospitare le partite casalinghe della squadra, e la sezione riaprì nel 1958. La squadra non ebbe particolari problemi a vincere le divisioni inferiori, venendo promossa nella massima serie già nel 1962. Dal 1963 al 1974 il Panathinaikos ottenne ben sette volte il terzo posto, massimo risultato mai ottenuto dal club.
Nel 1976 subisce la sua prima retrocessione per fare ritorno in massima serie due anni più tardi. Il 1980, anno in cui chiude quarto, è ricordato dal club come la prima volta in cui i verdi sconfiggono l'eterno rivale Olympiakos con il risultato di 3-2.
Il club retrocede nuovamente nel 1991, ma viene ripescato grazie all'ampliamento del numero di squadre partecipanti al massimo campionato, evento che si ripete identico l'anno successivo. Tuttavia nel 1993 il Panathinaikos disputa un ulteriore brutto campionato, subendo questa volta la retrocessione ufficiale.
Il periodo a metà anni novanta segna il periodo più buio nella storia del club, con la retrocessione in B Ethniki (la terza serie) nel 1995. Dopo tre anni nei bassifondi, fa ritorno in A1 nel 1998. Nel corso della stagione in qualità di neopromossa, la squadra chiude al 5º posto grazie anche ai gol del russo Dmitrij Apanasenko, che chiude la stagione in testa alla classifica marcatori.
A seguito di problemi economici che obbligano la società a vendere i giocatori migliori, il club retrocede nuovamente nel 2003. Fa quindi ritorno in A1 nel 2004, ma retrocede nuovamente nel 2005, per far ritorno in A1 ancora l'anno dopo. Il 2009, in cui il Panathinaikos ottiene il 5º posto, si segnala anche per la partecipazione della squadra in Coppa LEN, venendo eliminata nei quarti di finale proprio dai rivali dell'Olympiakos.
In occasione della stagione 2010-11 il presidente della polisportiva Nikolas Pateras decide di finanziare la sezione pallanotistica, per cercare di rendere la squadra più competitiva. Vengono così acquistati due grandi atleti, i fratelli Giorgos e Zachos Afroudakis. I risultati si concretizzano con un 3º posto che ha un sapore diverso dai terzi posti ottenuti in passato, in quanto permette al club di qualificarsi per la prima volta alla LEN Champions League.
La stagione 2011-12 segna quindi la prima partecipazione del club del massimo torneo continentale per squadre maschili. Inquadrata in un difficile raggruppamento con squadre del calibro di Posillipo, Szeged e Primorac, la squadra debutta con una vittoria per 7-6 contro gli ucraini del BMK Kharkiv, pareggiando quindi 9-9 contro i francesi del Montpellier. Il terzo incontro segna un'attesa sconfitta contro i forti ungheresi del Szeged con il risultato di 10-7, ma nel quarto incontro arriva il prestigioso successo contro i montenegrini del Primorac, che ospitavano il raggruppamento. La sconfitta contro il Posillipo per 9-4 non impedisce al Panathinaikos di qualificarsi alla seconda fase, in qualità di terzo classificato, in cui viene eliminato subendo tre preventivate sconfitte in altrettante partite da avversari del blasone di Mladost, Vasas e Savona.

## Rosa 2013-2014
| N° |                    | Ruolo | Giocatore               |
| -- | ------------------ | ----- | ----------------------- |
|    | Grecia (bandiera)  | P     | Nikitas Papaskevopoulos |
|    | Grecia (bandiera)  | P     | Panos Chronopoulos      |
|    | Grecia (bandiera)  | P     | Michalis Michalopoulos  |
|    | Grecia (bandiera)  | P     | Spyros Kontazis         |
|    | Croazia (bandiera) | D     | Andrija Komadina        |
|    | Grecia (bandiera)  | D     | Nikitas Kocheilas       |
|    | Grecia (bandiera)  | D     | Ioannis Spyropoulos     |
|    | Grecia (bandiera)  | A     | Zachos Afroudakis       |
|    | Grecia (bandiera)  | A     | Nikolaos Gerakoudis     |
|    | Grecia (bandiera)  | A     | Dimos Dermitzakis       |
|    | Grecia (bandiera)  | A     | Giannis Kourliaftis     |
|    | Grecia (bandiera)  | A     | Ioannis Gkaranis        |
|    | Grecia (bandiera)  | A     | Anastasios Oikonomidis  |

| N° |                   | Ruolo | Giocatore                 |
| -- | ----------------- | ----- | ------------------------- |
|    | Grecia (bandiera) | A     | Efstathios Chatzistefanou |
|    | Grecia (bandiera) | A     | Georgios Sideris          |
|    | Grecia (bandiera) | A     | Alexandros Vogazianos     |
|    | Grecia (bandiera) | A     | Panagiotis Papadogkonas   |
|    | Grecia (bandiera) | A     | Paraschos Chatzigoulas    |
|    | Grecia (bandiera) | A     | Andreas Marasoglou        |
|    | Grecia (bandiera) | A     | Nikos Stellatos           |
|    | Grecia (bandiera) | A     | Argyrīs Theodōropoulos    |
|    | Grecia (bandiera) | A     | Vasileios Tzavaras        |
|    | Grecia (bandiera) | CB    | Giōrgos Afroudakīs        |
|    | Grecia (bandiera) | CB    | Angelos Foskolos          |
|    | Grecia (bandiera) | CB    | Ioannis Pantazopoulos     |